# Ștefan Onisie
Ștefan Onisie (n. 23 noiembrie 1925, Vulcan, Hunedoara, România – d. 7 iulie 1984, Cugir, Alba, România) a fost un fotbalist și antrenor român care a jucat pe postul de mijlocaș central. A făcut parte din „echipa de aur” a Stelei București.

## Cariera ca jucător
Onisie și-a început cariera fotbalistică la Minerul Lupeni. În 1945 s-a mutat la Vagonul Arad. După doi ani a ajuns la CSA Steaua București, unde a jucat nouă sezoane.
- 1937-1945 Minerul Lupeni
- 1945-1948 AMEFA Arad
- 1948-1951 Steaua București
- 1951-1953 CA Câmpulung Moldovenesc
- 1953-1959 Steaua București

## Palmares (ca jucător)
- De 2 ori Campion al României (1951, 1956)
- De 3 ori Cupa României (1948-1949, 1950, 1951)
- 6 selecții pentru echipa națională de fotbal a României

## Echipe antrenate
- Steaua București
- Minerul Baia Mare
- Universitatea Cluj
- Olimpia Satu Mare
- FC Brăila
- FCM Giurgiu
- CFR Cluj
- Metallurgistul Cugir
- Strungul Arad

## Palmares (ca antrenor)

### Principal
Steaua București
- Liga I (1): 1960–61

### Asistent
Steaua București
- Liga I (2): 1959–60, 1967–68
- Cupa României (5): 1965–66, 1966–67, 1968–69, 1969–70, 1970–71